# バスカード (北海道北見バス)
バスカードは、北海道北見バスが発行する乗車カード（ICカード）である。2003年3月にサービスを開始した。なお、後述のように、2026年春での廃止が予定されている。
楽天EdyやSuicaと同様に、ソニーが開発した非接触ICカード技術FeliCaを採用し、システム開発は小田原機器が担当している。

## 概要
カードは回数券機能タイプと、回数券機能と定期券機能を組み合わせたタイプが発売されている。回数券機能と定期券機能を組み合わせたタイプは区間外の使用やのりこしの際は自動精算される。
回数券の初期購入時の販売額は3,000円で、購入時にプレミアは付与されない。バスカードの普及を優先としたためデポジット制度導入を見送っている。
乗降時にカードリーダーに触れて利用する。

## チャージ
- 積み増し（チャージ）は1,000円ごとに最大30,000円まで可能。1,000円のチャージに対し70円のプレミアが積み増しされる。
  - 発行当初は積み増し額1,000円に対するプレミアは130円だったが、2008年4月1日より80円に変更された[2]。その後2014年4月1日より、北見市内線の運賃引き上げ率が消費税の引き上げ率を上回ることの代替として、プレミアが100円に引き上げられた[3]。2019年10月1日より、消費税が8%から10%に引き上げられた為、プレミアムが70円に引き下げられた。
- チャージ可能な金額は30,000円が上限。残額0円からのチャージは最大28,000円（70円×28＝1,960円のプレミア）となる。
- チャージはバスターミナル窓口、ターミナル内の専用販売機、バス車内で行える。ただし車内でのチャージには千円札しか使用できない。

## 割引制度
- 乗り継ぎ割引が設定されており、30分以内に次のバスに乗り継ぐと運賃が100円割り引かれる。
- 北見市中心部の特定区間をバスカードで乗車すると運賃210円が半額となる。

## 利用可能区間
- 都市間バスを除く全線で利用可能。
- 他社との共同運行区間であっても、ICカードとしての運賃の支払いは北海道北見バス運行便でのみ利用可能。ただしICカードとしての支払いを行わずに定期券としてのみ利用する場合は、通常の定期券に準じ、以下の区間（JR北海道・名寄本線廃止代替区間）でも利用可能である。
  - 北紋バスの遠軽 - 紋別 - 興部間
    - 北紋バスが北見 - 紋別線を運行していた当時は、これに加えて北見 - 遠軽間でも利用可能であった。

  - 名士バスの興部 - 名寄市立病院間

## 終息への動き
北海道北見バスは、2025年秋頃に新しい乗車券システムとして広島電鉄のMOBIRY DAYSを採用すること、またMOBIRY DAYS利用開始日をもってバスカードへのチャージ・定期券発売を終了し、翌年春頃にバスカードのサービスをすべて終了することを2025年1月に発表した。